# مسجد و گورستان پالمیریان

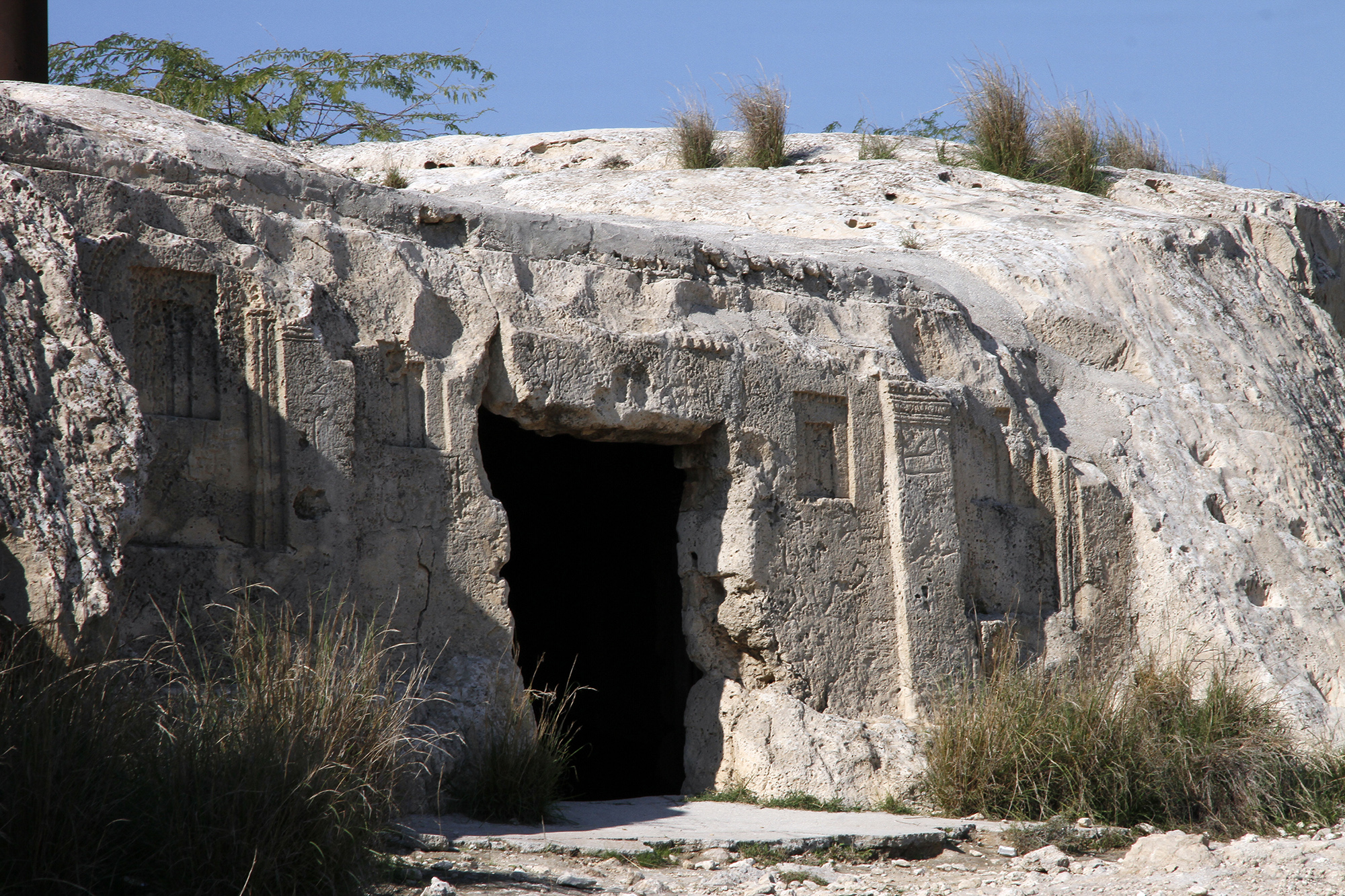
مسجد پالمریان

مسجد و گورستان پالمیریان مربوط به دوره ساسانیان است و در شهرستان بوشهر، جزیره خارک، دربدنه کوه اطراف جزیره واقع شده و این اثر در تاریخ ۲۷ دی ۱۳۷۷ با شمارهٔ ثبت ۲۲۰۶ به‌عنوان یکی از آثار ملی ایران به ثبت رسیده است.